# Ильюшин Финанс Ко
Ильюшин Финанс Ко (ИФК) — крупнейшая в России специализированная компания в сфере авиационного лизинга. Основана в 1999 году в Воронеже, основное направление деятельности компании — финансовый и операционный лизинг современных гражданских самолетов российского производства, финансирование экспортных поставок.

## Собственники
Собственники компании на 31 марта 2017 года:
- ОАО «Объединенная авиастроительная корпорация» — около 48,4 %
- ООО «ВЭБ Кабитал» — около 21,4 %
- ООО «ИФК АВИАИНВЕСТ» — около 16,3 %
- ООО «ИФК ЭССЕТ Менеджмент» — около 4,1 %
- генеральный директор ИФК Александр Рубцов — 3,14 %.

## Деятельность
Выполненные контрактные поставки:
- 2003 году — 1 ед. Ту-204-100 Авиакомпания «Красноярские авиалинии»
- 2004 году — 2 ед. Ил-96-300 Авиакомпания «Красноярские авиалинии»
- 2005 году — 4 ед. Ту-204-300 ОАО «Владивосток Авиа», 1 ед. — Ил-96-300 Cubana de Aviacion S.A.
- 2006 году — 2 ед. Ил-96-300 Cubana de Aviacion S.A.
- 2007 году — 1 ед. Ил-96-300 ГТК «Россия», 2 ед. — Ту-204-100 и 1 ед. — Ту-204С Cubana de Aviacion S.A.

Планируемые:
- в 2008 году ИФК рассчитывает поставить в лизинг порядка шести-семи самолетов Ту-204 (из них один уйдет на экспорт на Кубу) и по одному Ан-148 и Ил-96[1].

Выручка компании в 2008 году составила 2,29 млрд руб.